# Illuminate (Shawn Mendes)
Illuminate è il secondo album in studio del cantante canadese Shawn Mendes, pubblicato il 23 settembre 2016 da Island Records e Universal Music Group.

## Singoli
Treat You Better è stato pubblicato il 3 giugno 2016 come il primo singolo estratto dall'album. Il video musicale è stato pubblicato il 12 luglio 2016 e contiene una trama di una relazione abusiva. Ad oggi, conta più di un miliardo di visualizzazioni. Sino dalla sua pubblicazione, il singolo ha raggiunto la sesta posizione nella classifica Billboard Hot 100.
There's Nothing Holdin' Me Back è stato pubblicato il 20 aprile 2017 come secondo singolo. Il brano ha debuttato alla settima posizione nel Regno Unito, diventando il suo debutto più alto nel Paese. Ha debuttato nella top 10 anche in Australia e Danimarca.

### Singoli promozionali
Insieme alla ordinazione in anteprima su iTunes Store dell'album, Ruin è stato pubblicato come il primo singolo promozionale dell'album il 8 luglio 2016. Il video musicale è stato pubblicato il 18 luglio 2016.
Il 28 luglio è stato pubblicato Three Empty Words come secondo singolo promozionale, mentre il 18 agosto è stato pubblicato Mercy come terzo e ultimo singolo promozionale dell'album. Il videoclip del brano è stato pubblicato il 21 settembre 2016.

## Accoglienza
| Recensione    | Giudizio |
| ------------- | -------- |
| AllMusic      |          |
| Rolling Stone |          |
| Idolator      |          |

L'album ha generalmente ricevuto critiche positive dai critici musicali contemporanei. Scrivendo per il Rolling Stone, Joe Levy sostiene che "Illuminate mescola dichiarazioni di agonia romantica come Mercy con un po' di serenate da gentiluomo come Treat You Better e con avances pruriginose come Lights On" Jon Reyes ha scritto per Idolator che "il cambiamento più notevole di Shawn, insieme ai suoni musicali da piccola camera, è la sottile profusione di erotismo nei testi. È passato da canzoni come Kid In Love a pezzi come Lights On e Patience. Entrambe le ballad dipingono vivide immagini di momenti hot dietro le porte chiuse".

## Tracce
1. There's Nothing Holdin' Me Back – 3:19 (Shawn Mendes, Teddy Geiger, Scot Harris, Geoffrey Warburton)
2. Ruin – 4:01 (Shawn Mendes, Scott Harris, Geoffrey Warburton, Ido Zmishlany)
3. Mercy – 3:28 (Shawn Mendes, Robin Weisse, Teddy Geiger, Danny Parker, Ilsey Juber)
4. Treat You Better – 3:07 (Shawn Mendes, Scott Harris, Teddy Geiger)
5. Three Empty Words – 3:19 (Shawn Mendes, Scott Harris, Geoffrey Warburton)
6. Don't Be a Fool – 3:35 (Shawn Mendes, Scott Friedman, Geoffrey Warburton)
7. Like This – 3:06 (Shawn Mendes, Laleh Pourkarim, Gustaf Thörn)
8. No Promises – 2:46 (Shawn Mendes, Scott Harris, Teddy Geiger, Geoffrey Warburton)
9. Lights On – 3:21 (Shawn Mendes, Scott Harris, Teddy Geiger, Geoffrey Warburton)
10. Honest – 3:19 (Shawn Mendes, Scott Harris, Geoffrey Warburton)
11. Patience – 2:55 (Shawn Mendes, Scott Harris, Teddy Geiger)
12. Bad Reputation – 3:18 (Shawn Mendes, Scott Harris, Geoffrey Warburton)
13. Understand – 5:00 (Shawn Mendes, Scott Harris, Teddy Geiger, Geoffrey Warburton)

Tracce bonus nell'edizione deluxe
1. Hold On – 3:19 (Shawn Mendes, Scott Harris, Geoffrey Warburton)
2. Roses – 3:52 (Shawn Mendes, Tobias Jesso, Tom Hull)
3. Mercy (Acoustic) – 3:39 (Shawn Mendes, Robin Weisse, Teddy Geiger, Danny Parker, Ilsey Juber)

## Successo commerciale
L'album ha debuttato alla prima posizione nella Billboard 200, vendendo 145 000 copie. Ha debuttato alla prima posizione anche in Canada, con 21 000 copie, e in altri Paesi, come Austria, Danimarca e Portogallo.

## Classifiche

### Classifiche settimanali
| Classifica (2016) | Posizione massima |
| ----------------- | ----------------- |
| Australia         | 3                 |
| Austria           | 1                 |
| Belgio (Fiandre)  | 3                 |
| Belgio (Vallonia) | 11                |
| Canada            | 1                 |
| Danimarca         | 1                 |
| Finlandia         | 9                 |
| Francia           | 16                |
| Germania          | 2                 |
| Giappone          | 61                |
| Irlanda           | 4                 |
| Italia            | 3                 |
| Messico           | 1                 |
| Norvegia          | 1                 |
| Nuova Zelanda     | 2                 |
| Paesi Bassi       | 1                 |
| Polonia           | 29                |
| Portogallo        | 1                 |
| Regno Unito       | 3                 |
| Repubblica Ceca   | 7                 |
| Slovacchia        | 25                |
| Spagna            | 5                 |
| Stati Uniti       | 1                 |
| Svezia            | 1                 |
| Svizzera          | 2                 |
| Ungheria          | 21                |

### Classifiche di fine anno
| Classifica (2016) | Posizione |
| ----------------- | --------- |
| Islanda           | 62        |
| Classifica (2021) | Posizione |
| Belgio (Fiandre)  | 139       |
| Classifica (2022) | Posizione |
| Belgio (Fiandre)  | 162       |